# Marcos Abarrategui
Marcos Abarrategui fue un artista plástico, herrero y cincelador español.
Fue el encargado de elaborar la verja de bronce y hierro del presbiterio y el coro de la catedral de la ciudad de Zaragoza. Trabajada en fábricas de Vitoria, suscitó alabanzas de los críticos.